# Askhat Tagybergen
Askhat Tagybergenuly Tagybergen - em cazaque e russo, Асхат Тағыбергенұлы Тағыберген, romanizado como Ashat Tağybergenūly Tağybergen (Qyzylorda, 9 de agosto de 1990) é um futebolista cazaque que atua como meio-campista. Atualmente defende o Ordabasy e a Seleção Cazaque.

## Carreira
Revelado pelo Kaisar em 2008, jogou também pelo Aqtöbe antes de ser contratado pelo Astana em fevereiro de 2016. Durante sua passagem pelos Sary-Kökter, teve uma passagem por empréstimo no Tobyl, onde atuou por 10 jogos e foi devolvido após um desempenho abaixo do esperado. Em janeiro de 2018, voltou ao Kaisar, vencendo a Copa do Cazaquistão no ano seguinte.
Teve ainda uma segunda passagem pelo Tobol antes de assinar com o Ordabasy em fevereiro de 2023.

## Seleção Cazaque
Depois de jogar na seleção Sub-21 do Cazaquistão, Tagybergen estreou pela equipe principal em junho de 2014, na derrota por 3 a 0 para a Hungria. Chegou a ficar um ano fora das convocações, voltando na partida contra a Bélgica, pelas eliminatórias da Eurocopa de 2020.
Em março de 2023, marcou seu primeiro gol pela Seleção Cazaque na vitória por 3 a 0 sobre a Dinamarca, na disputa por uma vaga na Eurocopa de 2024. Este gol foi o mais votado entre os torcedores no site da UEFA como o mais bonito da segunda rodada das eliminatórias, e também foi incluído entre os indicados para o Prêmio Puskas do mesmo ano.

## Títulos
FC Kaisar
- Copa do Cazaquistão: 2019

Aqtöbe
- Campeonato Cazaque: 2013
- Supercopa do Cazaquistão: 2014

Astana
- Campeonato Cazaque: 2016, 2017
- Copa do Cazaquistão: 2016
- Supercopa do Cazaquistão: 2018

Tobyl
- Campeonato Cazaque: 2021
- Supercopa do Cazaquistão: 2021, 2022

Ordabasy
- Campeonato Cazaque: 2023